# 冷杉寄生
冷杉寄生（学名：Arceuthobium tibetense）为桑寄生科油杉寄生属下的一个种。

## 扩展阅读
- 維基物種上的相關：冷杉寄生